# Mijanès
Mijanès – miejscowość i gmina we Francji, w regionie Oksytania, w departamencie Ariège.
Według danych na rok 2010 gminę zamieszkiwało 91 osób, a gęstość zaludnienia wynosiła 2 osoby/km².